# HC Čáslav
HC Čáslav (celým názvem: Hockey Club Čáslav) je český klub ledního hokeje, který sídlí v Čáslavi ve Středočeském kraji. Od sezóny 2017/18 působí ve Středočeské krajské lize, čtvrté české nejvyšší soutěži ledního hokeje. Klubové barvy jsou červená, bílá a černá.
Založen byl v roce 2016 po otevření prvního zimního stadionu ve městě. Dříve ve městě působil hokejový oddíl Slavoje Čáslav, který ovšem hrával pouze okresní soutěže na přírodním ledě. Po jejich definitivním vymizení z okresu Kutná Hora v roce 2004 byla ukončena i jeho činnost. Současný klub je účastníkem krajských soutěží již od svého založení. Největšího úspěchu pak dosáhl po vítězství v Krajské lize v sezóně 2018/19. Následnou účast v kvalifikaci o 2. ligu pak musel klub z důvodu špatného rozvržení data kvalifikace odmítnout.
Své domácí zápasy odehrává na zimním stadionu Čáslav s kapacitou 800 diváků.

## Přehled ligové účasti
Stručný přehled
Zdroj:
- 2016–2017: Středočeská krajská soutěž (5. ligová úroveň v České republice)
- 2017– : Středočeská krajská liga – sk. Východ (4. ligová úroveň v České republice)

Jednotlivé ročníky
Zdroj:
Legenda: ZČ - základní část, červené podbarvení - sestup, zelené podbarvení - postup, fialové podbarvení - reorganizace, změna skupiny či soutěže
| Česko (2016 – ) |                                       |           |          |                                       |             |
| Sezóny          | Soutěž                                | Úroveň    | ZČ       | Play-off, nadstavba, sk. o udržení... | Poznámky    |
| 2016/17         | Středočeská krajská soutěž            | 5. úroveň | 1. místo | Finále                                | Postup      |
| 2017/18         | Středočeská krajská liga – sk. Východ | 4. úroveň | 2. místo | Semifinále                            |             |
| 2018/19         | Středočeská krajská liga – sk. Východ | 4. úroveň | 1. místo | Vítěz                                 | Kvalifikace |
| 2019/20         | Středočeská krajská liga – sk. Východ | 4. úroveň |          |                                       |             |